# Itta Bena
Itta Bena ist eine Stadt (City) im Leflore County, Mississippi, USA. Beim Zensus 2020 hatte die Stadt 1.679 Einwohner. Der Name der Stadt leitet sich von einer Choctaw-Phrase ab, die „Waldlager“ bedeutet.

## Geschichte
Die Deltaregion wurde vor der Ankunft europäischer Siedler von den Choctaw bewohnt. Der erste Umsiedlungsvertrag, der im Rahmen des Indian Removal Act abgeschlossen wurde, war der Vertrag von Dancing Rabbit Creek aus dem Jahr 1830, mit dem die Choctaw etwa 45.000 Quadratkilometer ihres angestammten Siedlungsgebietes im heutigen Bundesstaat Mississippi gegen etwa 61.000 Quadratkilometer im Indianerterritorium im heutigen Oklahoma eintauschten.
Als Gründer von Itta Bena gilt Benjamin G. Humphreys, ein Staatssenator aus Claiborne County (Mississippi). Nach mehreren Missernten in den 1850er Jahren auf seinen Plantagen in Claiborne County unternahm Humphreys eine Reise mit einem Flussdampfer in die Wildnis am Yazoo River, um im ehemaligen Choctaw-Gebiet nach neuen landwirtschaftlichen Möglichkeiten zu suchen. Von Sklaven ließ er Land roden und eine Baumwollfarm errichten, die er Itta Bena nannte. Als weitere Siedler in die Gegend zogen, wurde das Dorf, das um die Plantage herum entstand, ebenfalls Itta Bena genannt.

## Persönlichkeiten
- Marion Barry (1936–2014), Politiker
- Robert Brown (1927–1973), Blues-Gitarrist und Sänger
- Robert Elem (1928–1997), Bluesmusiker
- Luther Johnson (1939–2022), Bluesmusiker
- B. B. King (1925–2015), Bluesmusiker, wurde in Berclair in der Nähe von Itta Bena geboren[6]
- Pervis Spann (1932–2022), Hörfunkmoderator, Konzertveranstalter und Musikmanager